# Großer Priel
Der Große Priel (auch Hoher Priel, Größtenberg) ist mit einer Höhe von 2515 m ü. A. der höchste Berg des Toten Gebirges im oberösterreichischen Traunviertel und zählt zu den 25 prominentesten Bergen der Alpen. Er bildet den nordöstlichen Eckpfeiler des großen Karstplateaus des Toten Gebirges und fällt allseits in steilen Wänden aus Dachsteinkalk ab. Durch seine weit vorgeschobene Lage am Nordrand der Alpen nimmt der Große Priel eine beherrschende Stellung über dem Alpenvorland ein.

## Name
Der Name Priel wird erstmals 1584 im Urbar der Herrschaft Scharnstein mit den Worten „das Hochgepürg der Pruell genent“ erwähnt. In der Karte Oberösterreichs von Georg Matthäus Vischer (1669) wird der Priel auf Grund seiner beherrschenden Stellung als „mons altissimus totius provintzia“, also als höchster Berg des ganzen Landes bezeichnet. Dies entspricht der früher im Almtal gebräuchlichen Bezeichnung „Größtenberg“.
Der Name „Priel“ wurde von Konrad Schiffmann auf ein slawisches Wort prědělъ (Wasserscheide, Grenze) zurückgeführt. Diese Deutung wurde von Karl Finsterwalder abgelehnt, unter anderem da Namen so weit entlegener Gipfel typischerweise nicht in so alte Sprachschichten zurückreichen. Finsterwalder leitete die Bezeichnung von dem deutschen Wort „Priel“ (Wasseransammlung, Wasserstelle) ab, wobei der Name vom Almgebiet zum Gipfel hinaufgewandert sei. Auch ein Aufwandern des Hofnamens „Prieler“ im Stodertal sei denkbar.

## Lage und Aufbau
Der Große Priel erhebt sich auf den Gemeindegebieten von Grünau im Almtal (Bezirk Gmunden) und Hinterstoder (Bezirk Kirchdorf). Der Unterbau des Berges besteht aus Wettersteindolomit. Ein schmaler, großteils aufgeschlossener Streifen Lunzer Schichten vermittelt den Übergang zur mächtigen Einheit des gebankten Dachsteinkalks, der den gesamten Oberbau bildet. Der Große Priel wird oft als höchster Berg bezeichnet, der sich vollständig auf oberösterreichischem Boden befindet, da alle höheren rein-oberösterreichischen Gipfel im Dachsteinmassiv nur relative geringe Schartenhöhen von unter 300 Metern aufweisen.
Der Große Priel ist durch seinen Westgrat mit dem Karstplateau des Toten Gebirges verbunden. Dieses senkt sich bis zum Fleischbanksattel (2123 m) ab, an dem der Schermberg (2396 m) anschließt. An seiner Ostseite umschließen vier, jeweils in Felswände abfallende Grate drei größere Kare: Kirtagkar, Goldkar und Kühkar (von Nord nach Süd). Im Kühkar befindet sich dabei das nördlichste dauerhafte Firnfeld der Alpen. Bei einer großflächigen Abschmelzung der Firn- und Schneeauflage 2011 zeigte sich eine dünne Geröllauflage auf einem größeren Eiskörper mit Schmelztrichtern als letzte Reste des ehemaligen Gletschers. Der Nordgrat senkt sich bis zur Arzlochscharte (1985 m) und stellt eine Verbindung zum langgezogenen, von West nach Ost streichenden Kamm der Teufelsmauer (2185 m) und des Kleinen Priel (2126 m) dar.

## Touristische Erschließung
Erstmals erwähnt wurde die Besteigung des Großen Priels von Erzherzog Johann in seinen Reisetagebüchern im Rahmen einer mehrtägigen Wanderung am Hochplateau des Toten Gebirges 1810:

„Von dem Schneethal über kahle Felsen kann man ohne Gefahr auf den Gipfel des Hoch-Priel im Lande ob der Enns in 2 Stunden gelangen; Wildschützen bestiegen ihn schon. Er ist der höchste der ganzen Gegend; …“

Die erste dokumentierte touristische Besteigung gelang am 29. August 1817 Franz Sigmund Graf von Engl zu Wagrain und Seisenburg geführt durch die Jäger Hans, Anton, Engelbert und Ferdinand Riedler. Ihnen folgte am 14. August 1819 Erzherzog Ludwig von Österreich in großer Gesellschaft.
Bereits 1870 wurde auf Initiative des Hinterstoder Pfarrers Dominik Kastner und Camillo Starhembergs ein acht Meter hohes, 2240 Kilogramm schweres, weithin sichtbares Gipfelkreuz aus Eisen errichtet. Bis 1872 konnte auch der Steig über die Brotfallscharte zum Gipfel fertiggestellt werden. Der Wiener Hofwappenmaler Carl Krahl ließ daraufhin eine natürliche Höhle unterhalb der Brotfallscharte in Gipfelnähe durch Sprengungen vergrößern und mit einer Verschalung samt Tür sowie Bänken und Matratzen versehen. Die Arbeiten wurden vom Österreichischen Touristenklub durchgeführt. Am 6. September 1875 konnte die Unterkunftsstätte eröffnet werden. Da die Feuchtigkeit innerhalb der Höhle sich jedoch als problematisch erwies, wurde bald der Bau einer tiefer gelegenen Schutzhütte ins Auge gefasst. Am 18. August 1884 wurde schließlich das Carl-Krahl-Haus auf der Oberen Polsteralm eröffnet.

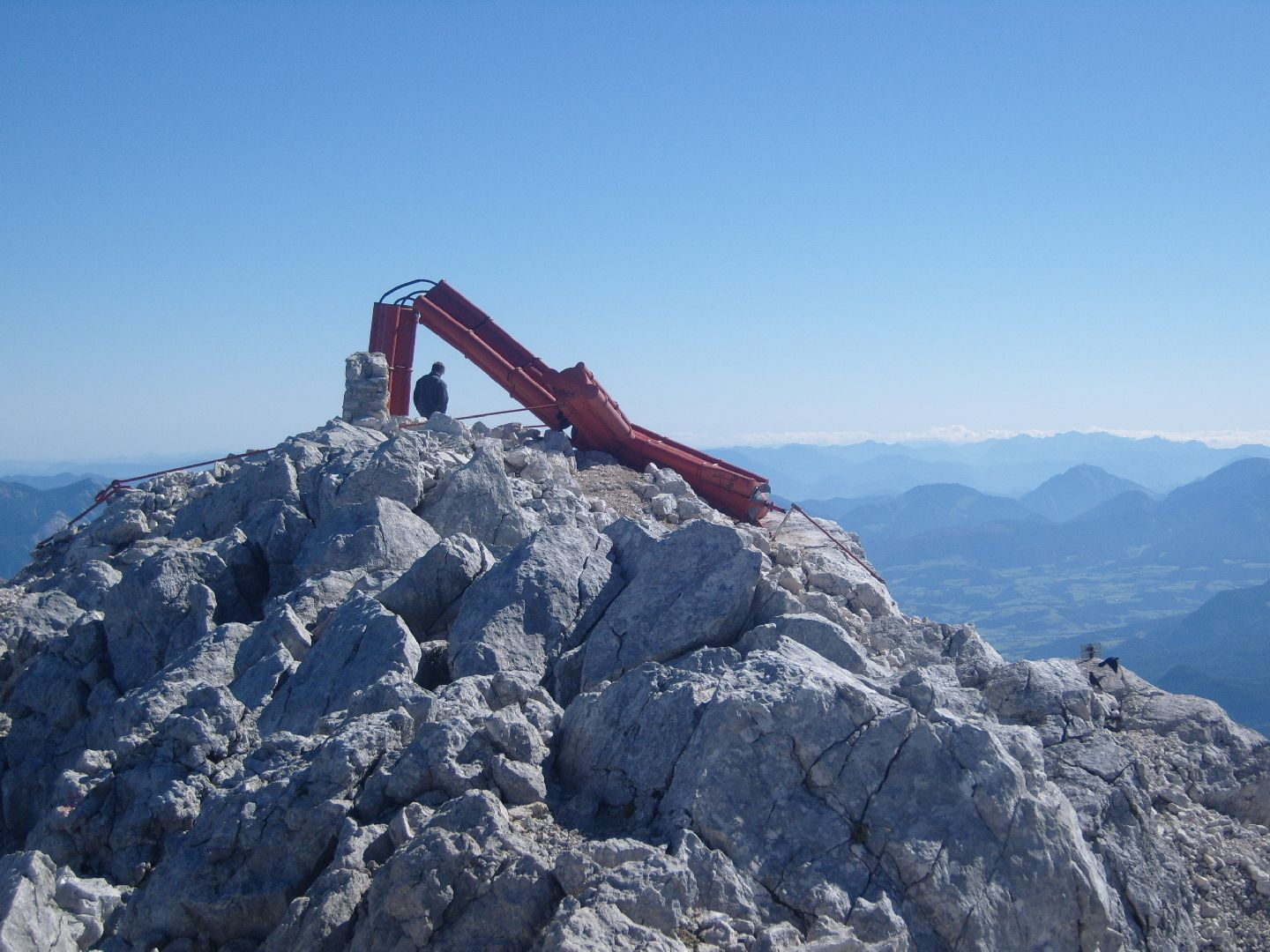
Umgestürztes Prielkreuz

Nachdem das Gipfelkreuz am Abend des 25. Juni 2008 einem starken Gewitter zum Opfer fiel, wurde am 17. August 2009 eine Nachbildung auf dem Gipfel aufgestellt.

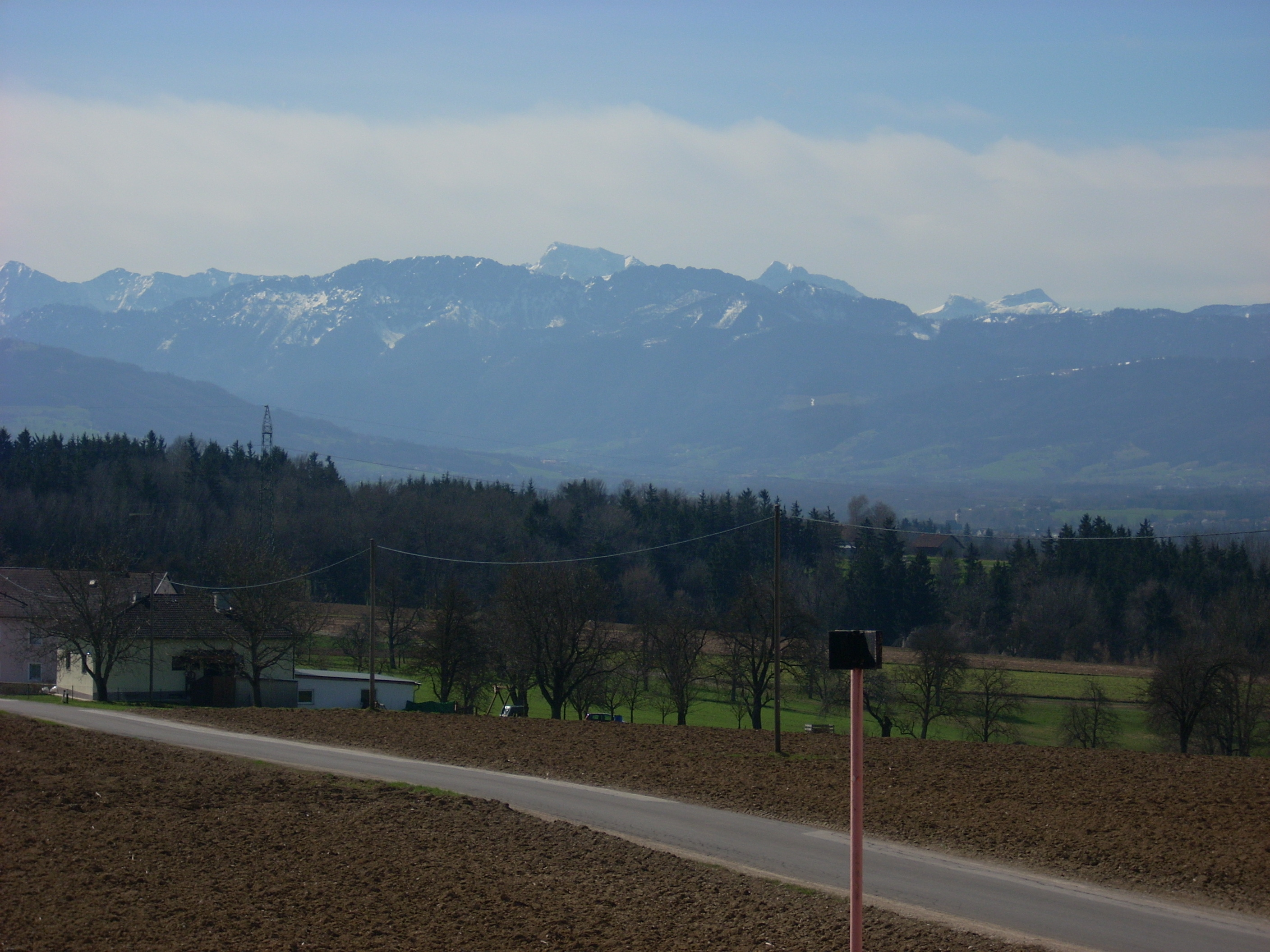
Großer Priel (Mitte) vom 40 km nördlich gelegenen Gusterberg bei Kremsmünster. Für den dortigen Ursprung der Landesvermessung diente er 1823–30 als markanter Zielpunkt. Rechts der Schermberg, links davor die Kremsmauer.

## Anstiege
Der Aufstieg erfolgt von Hinterstoder über das Prielschutzhaus oder aus dem Almtal über das Almtalerhaus und die Welser Hütte bzw. ist als Übergang von der Pühringerhütte möglich.
Aufstiegsvarianten vom Prielschutzhaus
- Normalweg über die Brotfallscharte mit einzelnen Drahtseilversicherungen
- Der 1994 errichtete Bert-Rinesch-Steig ist ein populärer Klettersteig (Schwierigkeit C–D).
- Südgrat. Alpine Kletterroute (IV+; III, A0)

Aufstiegsvarianten von der Welser Hütte
- Normalweg über den Fleischbanksattel
- Nordwest-Grat: alpine Kletterroute (III+)

Der Übergang von der Pühringerhütte führt ebenfalls über den Fleischbanksattel.
Ein selten begangener und langwieriger Übergang, die sogenannte Prielüberschreitung, führt vom Kleinen Priel (2134 m) über den Schwarzkogel (2091 m), die Gruberwand (2049 m), die Angelmauer (2102 m), die Teufelsmauer (2187 m) und die Kirtagmauer (2144 m) zur Arzlochscharte und von dort über den Priel-Nordgrat zum Gipfel des Großen Priel. Diese Überschreitung, eine Kammwanderung mit vielen, aber kurzen Kletterstellen bis zum Schwierigkeitsgrad II (UIAA) wurde das erste Mal 1904 durch O. Gruber und H. Schmid ausgeführt. Auf Grund der Länge der Tour und des nicht zu unterschätzenden Auf- und Abstiegs ist mit einem Biwak zu rechnen.